# Mary Carter Smith
Mary Carter Smith född 10 februari 1919 i Birmingham, Alabama, död 24 april 2007 var författare, lärare och en professionell berättare. Hon blev känd för att använda berättelser och sång i undervisningen.

## Biografi
Mary Smith, dotter till Rogers Ward, Birmingham och växte upp med sin mormor Mary Deas Nowden i Youngstown, Ohio.  När Smith var fyra år dödades hennes mamma av sin man i New York. Smith och ”Mama” Nowden flyttade till Maryland där hon gick i skola och tog examen vid Coppin Teachers College och arbetade som lärare i 30 år i Baltimores kommunala skolor. När hon började undervisa fanns inte afrikansk kultur på schemat. En sommar reste Smith till Ghana och inspirerades av en Griot. Hon började klä sig i afrikanska kläder och smycken. I sin undervisning sjöng hon afrikanska berättelser och reciterade afrikansk poesi.

### Berättare
Smith började sin berättarkarriär 1943 och på 1970-talet slutade hon som lärare och blev professionell berättare. Hon inspirerades av Afro-amerikansk kultur som gick in i ett nytt skede från 1960-talet. Hon har hållit i radio- och TV-program, såsom Griots för unga. Hon grundade  Big Sisters International och var med och grundade National Association of Black Storytellers.

## Eftermäle
- Utnämnd till Moder Griot av National Association of Black Storytellers.[2]
- Hon finns avbildad på Vaxmuséet i Baltimore.[2]